# میروسلاو وارگا
میروسلاو وارگا (انگلیسی: Miroslav Varga؛ زادهٔ ۲۱ سپتامبر ۱۹۶۰) تیرانداز اهل چکسلواکی بود.